# Julia Morgan
Pour les articles homonymes, voir Morgan.
Julia Morgan (20 janvier 1872 - 2 février 1957), née à San Francisco, est une architecte américaine principalement associée au mouvement Arts & Crafts. Elle devient la première femme diplômée en architecture à l'École des Beaux-Arts de Paris. Au cours de sa carrière, elle réalise plus de 700 bâtiments, majoritairement situés sur la côte ouest des États-Unis.

## Biographie
Julia Morgan est née le 20 janvier 1872 à San Francisco, en Californie. Elle est la deuxième de cinq enfants. Son père, Charles Bill Morgan, est ingénieur des mines. Il voyage pour la première fois en Californie en 1865 pour son travail, avant de retourner sur la côte Est pour épouser Eliza Parmelee. Issue d'une famille aisée de Brooklyn dont la fortune provient du commerce du coton, Eliza Parmelee Morgan, sa mère, hérite de cette fortune en 1880, après la mort de son père. Le couple s’installe en Californie et, peu après la naissance de Julia Morgan, la famille s'établit à Oakland, où elle grandit entourée de ses frères et sœurs.

### Scolarité et distinctions
Julia Morgan fréquente l’école secondaire d'Oakland, où elle obtient son diplôme en 1890. Elle intègre ensuite l'université de Californie à Berkeley, où elle étudie l'ingénierie civile, un domaine encore rare pour les femmes à l'époque. Elle obtient son diplôme en 1894 avec mention. Pendant ses études, elle est influencée par l'architecte Bernard Maybeck, pour qui elle travaille pendant plus d'un an après l'obtention de son diplôme. Supervisant la construction de certains projets de Maybeck, elle acquiert ainsi une expérience pratique dans le domaine. Il lui conseille alors de poursuivre une formation en architecture à l'École des Beaux-Arts de Paris.
En 1896, Julia se rend à Paris pour tenter d'intégrer cette prestigieuse institution. Après avoir appris le français et tenté à plusieurs reprises l'examen d'entrée, elle est finalement acceptée en 1898, devenant ainsi la première femme admise au programme d'architecture de l'École des Beaux-Arts de Paris. Elle étudie ensuite sous la direction de François-Benjamin Chaussemiche, un architecte français renommé, et obtient son diplôme en architecture en 1902, marquant un tournant historique pour les femmes dans cette profession.
En 1929, l'université de Californie à Berkeley lui décerne un doctorat honorifique en droit pour honorer sa carrière et ses nombreuses réalisations dans le domaine de l'architecture.

## Carrière et réalisations notables
Au début de sa carrière professionnelle, la communauté entourant Julia Morgan aborde ses travaux et ses contributions avec scepticisme. Au début du XXe siècle, les femmes architectes rencontrent des difficultés dans leur milieu donné en ce qui concerne la valeur attribuée à leur travail. Elles sont perçues avant tout comme des décoratrices d’intérieur, et leur légitimité en tant qu’architectes est remise en question. Progressant dans un environnement dominé par les hommes, elle se présente comme une professionnelle asexuée en jouant sur son style vestimentaire. Elle opte pour des tenues neutres et simples afin d'éviter l’attention sur son apparence physique, mettant plutôt en lumière son travail et ses compétences d'architecte.
En 1904, Julia Morgan fonde sa propre agence d'architecture à San Francisco. Dès l’ouverture de son bureau, elle dirige des projets importants qui vont marquer sa carrière. Cependant, son premier bureau, situé sur Montgomery Street, est détruit lors du tremblement de terre de 1906. Elle réussit à réinstaller son cabinet dans le Merchants Exchange Building, un gratte-ciel conçu par Willis Polk. Julia Morgan joue un rôle actif dans la rénovation du bâtiment. C’est ici qu’elle installe son bureau, qui deviendra son espace de travail pour le reste de sa carrière. Entre 1906 et 1908, elle collabore brièvement avec un associé, Ira Wilson Hoover, avant de diriger seule son cabinet jusqu'en 1950.
Au cours de sa carrière, Julia Morgan a grandement participé au développement des institutions féminines. Elle conçoit près de 100 édifices pour diverses organisations, débutant avec le Mills College en 1903. D'ailleurs, son clocher (El Campanil), qu'elle termine en avril 1904, est l'un des rares bâtiments de la ville à avoir résisté sans dommage au tremblement de terre de 1906, grâce à sa structure en béton armé. Son utilisation novatrice des matériaux renforce son statut professionnel. Entre 1912 et 1930, elle construit une trentaine de bâtiments fonctionnels pour le YWCA, une organisation visant à promouvoir l'autonomie des femmes de différentes classes sociales. Rencontrant souvent des contraintes économiques en raison du manque de financement des conseils, Morgan accepte de réduire ses honoraires ou d'offrir ses services gratuitement pour continuer à soutenir les besoins culturels et sociaux des femmes. 

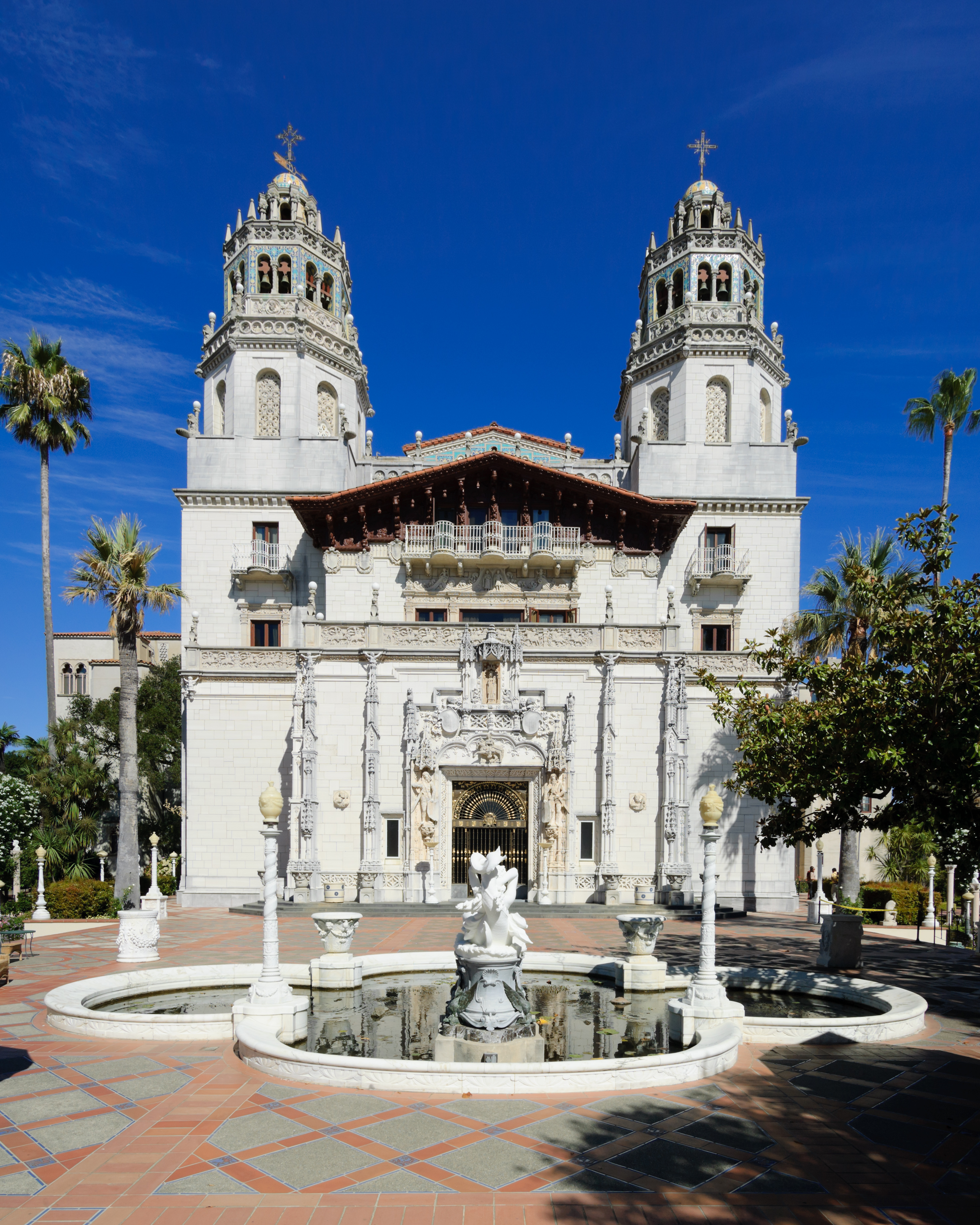
Hearst Castle, Casa Grande.

Pendant ses études à Paris, Morgan attire l'attention de la fortunée Phoebe Apperson Hearst, la veuve de Georges Hearst et la mère de William Randolph Hearst. L'amitié qui se noue entre elles mène à l’obtention du contrat pour le Hearst Castle. Conçu en 1919 à San Siméon, le Hearst Castle se distingue comme l'une des réalisations les plus célèbres de Julia Morgan, qui a dirigé l'ensemble de sa conception et construction. Créée pour l'homme d'affaires William Randolph Hearst, la demeure présente une combinaison de styles architecturaux européens, intégrant de luxueux artefacts espagnols et italiens. Parmi les caractéristiques les plus mémorables du projet, on trouve la piscine extérieure Neptune et la piscine intérieure romaine. La première, ornée de marbre et de colonnes romaines, évoque l’image d’un temple antique, tandis que la seconde reflète le style Art déco avec ses carreaux de mosaïque et ses détails dorés. Au fil des ans, Julia Morgan confronte plusieurs obstacles, tels que le manque de main-d'oeuvre, les difficultés de transport des matériaux (en raison de l'éloignement de la résidence) et les modifications constantes apportées par William Randolph Hearst. Malgré cela, ses connaissances et compétences acquises au cours de son éducation lui ont permis de s'adapter et d'innover le projet.

### Mouvement Arts and Crafts
Au cours de ses études, un nouveau courant artistique émerge et gagne en popularité : le mouvement Arts and Crafts. Ce style inspire Julia Morgan et influence une multitude de ses projets. Il consiste à redonner de la valeur à la fabrication manuelle et traditionnelle des matériaux, en mettant l'accent sur l'artisanat. Au fil de sa carrière, Morgan développe plus de 200 projets dans le style Arts and Crafts. Dans ses bâtiments, elle met en avant les éléments structuraux et laisse transparaître des traces de la construction. Elle utilise des matériaux locaux, qu’elle intègre de manière à ce qu'ils se fondent dans leur environnement, reflétant ainsi un style naturel. Entre 1913 et 1928, Morgan conçoit sa plus grande série de bâtiments dans ce courant artistique, tous situés en un même lieu. Sur la péninsule de Monterey, dans la ville de Pacific Grove, 16 bâtiments sont construits à proximité d'un centre de conférence ; ils sont inscrits au Registre national des lieux historiques (NRHP) en 1987. En 2010, les réalisations de Julia Morgan sont présentées dans un documentaire consacré au mouvement Arts and Crafts dans le nord de la Californie, intitulé Designing with Nature: Arts & Crafts Architecture in Northern California, diffusé par PBS.

## Héritages et reconnaissances posthumes
Julia Morgan, équipée de ses diplômes, est rapidement devenue une figure de l'architecture aux États-Unis. Son travail se distingue par son expertise technique et sa capacité à naviguer dans un domaine majoritairement masculin. Grâce à son talent et à sa persévérance, elle a dirigé un cabinet d'architecture prospère à San Francisco pendant plusieurs décennies, réalisant un nombre impressionnant de bâtiments, principalement en Californie. Son utilisation innovante du béton armé et son style distinctif ont consolidé sa réputation en tant qu'architecte pionnière.
Après sa mort, son héritage continue à être célébré. En 2008, Julia Morgan est introduite au California Hall of Fame, une reconnaissance de l'impact durable de son travail sur l'architecture californienne et de ses innovations dans le métier. En 2014, elle devient la première femme à recevoir la Gold Medal de l'American Institute of Architects (AIA), la plus haute distinction de l'institut, une reconnaissance posthume de l'importance de ses œuvres et de son influence sur les générations futures d'architectes.

## Autres réalisations
- Mills College Bell Tower
- St. John's Presbyterian Church, Berkeley
- Chapel of the Chimes, Oakland.
- Hollywood Studio Club
- Fairmont San Francisco